# 安本资产管理
安本资产管理（英語：Aberdeen Asset Management PLC）又叫做“阿伯丁资产管理”，是一家位于英国苏格兰阿伯丁国际投资资产管理集团。

## 历史
1983年以管理层收购一家投资信托方式创建，1991年于伦敦证券交易所上市。主要负责对于来自世界各地的机构和私人资产进行管理。是富时250指数入选股。
2017年3月6日，安本资产管理和标准人寿以互换股形式合并。

## 运营

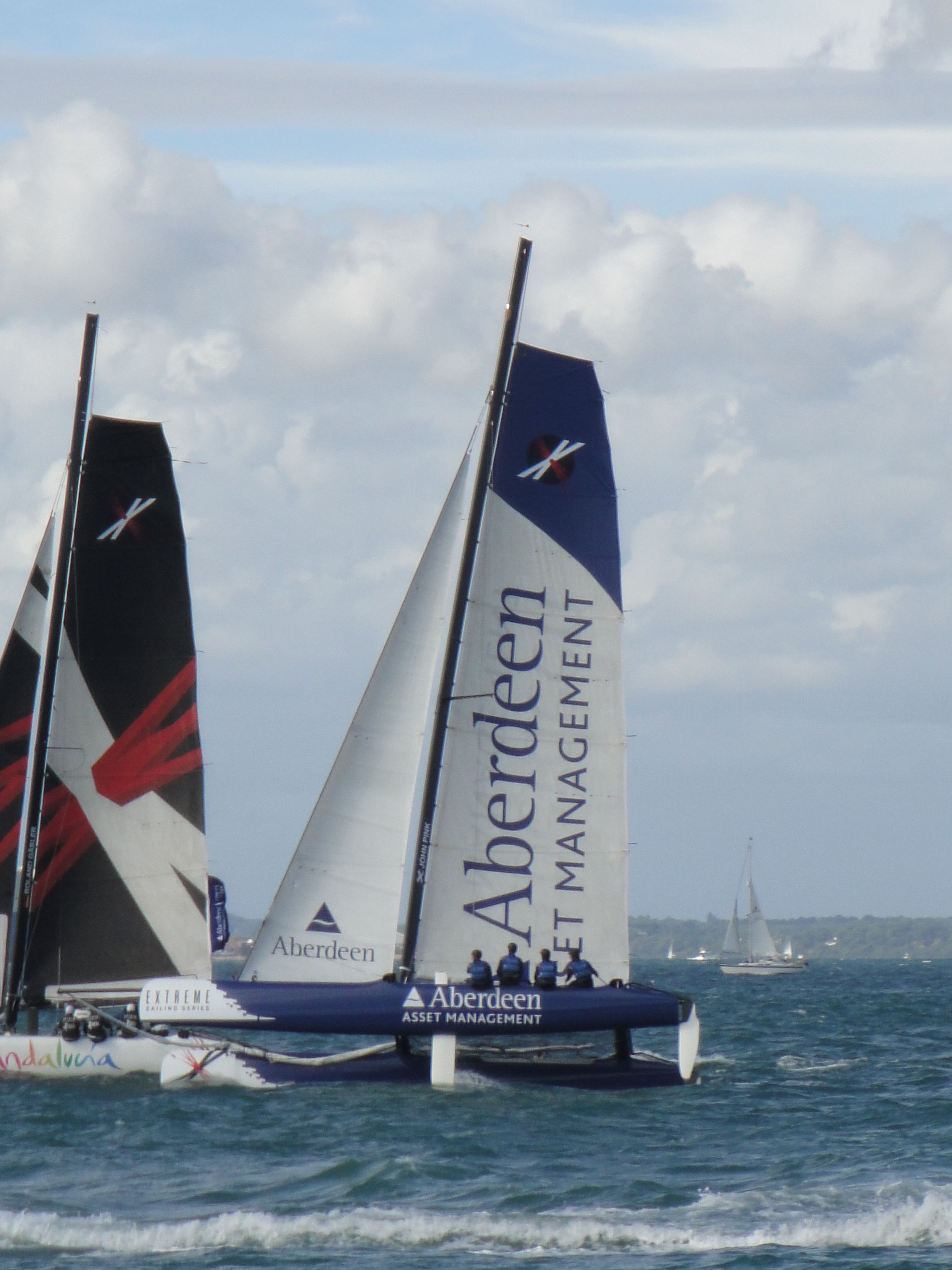
一艘极限40级别的帆船，越过埃及点，考斯和怀特岛郡

公司主要英国业务，不过近年来全球业务也在不断扩张，尤其是亚洲、大洋洲和美洲。有超过2500名雇员，分布在25个不同国家37处办公室。集团总部位于苏格兰的阿伯丁，包括法律、集团信息和人力资源部分都在此处。主要投资地选在伦敦，费城和新加坡。
安本标准管理6691亿美元（4.77万亿人民币）资产，其已成为欧洲最大的资产管理公司之一。其中，安本标准投资管理提供一系列涵盖各种风险回报组合的股票策略，遍布全球各地的投资经理所管理的股票资产总值达到1520亿英镑（约1.34万亿人民币）。